# Coregonus confusus
Coregonus confusus es una especie de pez de la familia Salmonidae en el orden de los Salmoniformes.

## Distribución geográfica
Se encuentra en Europa: Suiza (está presente en los lagos  Morado y  Bienne, pero desapareció del lago Morado).